# Matt Freese
Matt Freese (* 2. September 1998 in Wayne, Pennsylvania) ist ein US-amerikanisch-deutscher Fußballtorhüter.

## Karriere
Er war Teil der Academy von Philadelphia Union und wechselte auf Leihbasis im April 2017 bis Sommer 2017 zu Bethlehem Steel in die USLC. Danach spielte er noch bis Ende 2018 für das College-Team Harvard Crimson. Ab der Saison 2019 stand er dann im MLS-Kader von Philadelphia Union. Spielt seitdem aber auch noch weiter für die zweite Mannschaft Sein Debüt feierte er am 20. April 2019 bei einem 3:0-Sieg über Montreal Impact, wo er in der 54. Minute für den verletzten Andre Blake eingewechselt wurde. In der Spielzeit 2020 gewann er mit seiner Mannschaft den Supporters Shield.